# サードアルバム（仮）
『サードアルバム（仮）』（サードアルバムかっこかり）は、日本の女性アイドルグループ『アップアップガールズ（仮）』の3枚目のアルバム。2015年3月17日にタワーレコードのアイドル専門インディーズレーベル『T-Palette Records』より発売された。
当アルバムは、フィジカルではCD+DVDの初回限定盤とCDのみの通常盤がリリースされている。CDには新曲4曲とリミックスを含む15曲が収録されており、初回限定盤のDVDには、アップアップガールズ（仮） ライブハウスツアー2014 ハイスパートキングダム〜ダイアモンドホール決戦〜（名古屋公演）の映像が収録されている。また、アルバム・リリースにあわせて2015年3月から、全国47都道府県ツアーが約1年間行われた。

## リリース
2015年2月7日、アップアップガールズ（仮）はさいたまスーパーアリーナ内の「TOIRO」で行われた「ジモドルフェスタ PREMIUM LIVE 2015 WINTER」に出演し、その中で3月17日に『サードアルバム（仮）』を発売することを発表した。同日、タワーレコードもリリースすることを発表した。
当アルバムは2014年2月に発売された前作『セカンドアルバム（仮）』から約1年振りとなるアルバムであり、アップアップガールズ（仮）にとって3枚目のアルバムとなる。収録曲数は全15曲で、2013年12月発売「虹色モザイク/ENJOY!! ENJO(Y)!!」から、2014年11月発売「Beautiful Dreamer/全力!Pump Up!! -ULTRA Mix-/イタダキを目指せ!」までの4枚のシングル曲と、新曲4曲（「キラキラミライ」「Up&Up!」「美女の野獣」「Runway」）、さらに「Starry Night(y0c1eRemix)」が収録されている。
発売形態は通常盤・初回限定盤で、初回限定盤には2014年の年末に行われた「アップアップガールズ（仮） ライブハウスツアー2014 ハイスパートキングダム〜ダイアモンドホール決戦〜」（名古屋公演）の模様を収録したDVDが付属している。
3月14日・15日には、アップアップガールズ（仮）・THE ポッシボー・吉川友により構成されているグループ『チーム・負けん気』のライブ会場で先行販売が行われた。3月16日には当アルバムのフラゲ日を迎え、17日には発売日を迎えた。また、同日には音楽配信も開始された。

## 構成
当アルバムのコンセプトは「攻撃性」であり、リード曲である「美女の野獣」もそのコンセプトを体現した楽曲となっている。また、これまでにアップアップガールズ（仮）がリリースしたアルバムとは異なり新曲が収録されている。メンバーの古川小夏は新曲4曲について「全て違う雰囲気の曲になっているので、私たちの今のそれぞれの武器というものを最大限に活かした」楽曲であると述べている。

## アートワーク
前作『セカンドアルバム（仮）』のジャケット写真は、グループのメンバーの古川小夏と新井愛瞳のソロショットであったが、当アルバムのジャケット写真にはメンバー7人全員が掲載されている。また、当アルバムではメンバーが汗だくとなった写真がジャケット写真として使用されており、ブックレットにもジャケットと同じく汗だくのメンバーの写真が掲載されている。

## パフォーマンス、プロモーション
2015年3月5日、当アルバムのリード曲である「美女の野獣」のダンスショット映像が公開された。その後、3月16日には「虹色モザイク」「ジャンパー!」「キラキラミライ」のミュージック・ビデオが公開され、3月20日には「美女の野獣」のミュージック・ビデオが公開された。

## 収録曲
CD
- Tパレ…T-Palette Recordsでのシングルリリース枚数。たとえば「9枚目」なら、アップアップガールズ（仮）にとってT-Palette Recordsからリリースした9枚目のシングル曲であることを意味する。

| #  | 曲名                        | シングル リリース日 | Tパレ  | 作詞           | 作曲         | 編曲         | 時間 |
| -- | --------------------------- | ------------------- | ------ | -------------- | ------------ | ------------ | ---- |
| 01 | Beautiful Dreamer           | 2014年11月04日      | 12枚目 | 小出祐介       | 小出祐介     | PandaBoY     | 4:35 |
| 02 | キラキラミライ              | 新曲                | -      | NOBE           | michitomo    | michitomo    | 4:42 |
| 03 | Up&Up!                      | 新曲                | -      | 板倉孝徳       | Genki        | Genki        | 3:51 |
| 04 | ENJOY!! ENJO(Y)!!           | 2013年12月25日      | 09枚目 | NOBE           | michitomo    | michitomo    | 4:48 |
| 05 | 虹色モザイク                | 2013年12月25日      | 09枚目 | PandaBoY       | PandaBoY     | PandaBoY     | 4:40 |
| 06 | 全力!Pump UP!!              | 2014年07月01日      | 11枚目 | michitomo      | michitomo    | michitomo    | 4:19 |
| 07 | イタダキを目指せ!           | 2014年11月04日      | 12枚目 | オノダヒロユキ | y0c1e        | y0c1e        | 4:06 |
| 08 | （仮）は返すぜ☆be your soul | 2014年04月09日      | 10枚目 | 大森靖子       | michitomo    | michitomo    | 4:23 |
| 09 | 美女の野獣                  | 新曲                | -      | michitomo      | michitomo    | michitomo    | 3:48 |
| 10 | ジャンパー!                 | 2014年04月09日      | 10枚目 | PandaBoY       | PandaBoY     | PandaBoY     | 4:30 |
| 11 | Runway                      | 新曲                | -      | Kiyoshi Sugo   | Kiyoshi Sugo | Kiyoshi Sugo | 5:09 |
| 12 | このメロディを君と          | 2014年07月01日      | 11枚目 | fu_mou         | fu_mou       | fu_mou       | 4:30 |
| 13 | Party! Party!               | 2014年04月09日      | 10枚目 | fu_mou         | fu_mou       | fu_mou       | 5:01 |
| 14 | 全力!Pump Up!! -ULTRA Mix-  | 2014年11月04日      | 12枚目 | michitomo      | michitomo    | michitomo    | 5:35 |
| 15 | Starry Night(y0c1e Remix)   | リミックス          | -      | -              | -            | -            | 4:34 |

初回限定盤DVD内容
アップアップガールズ（仮） ライブハウスツアー2014 ハイスパートキングダム 〜名古屋ダイアモンドホール決戦〜オフィシャルブートレグ盤DVD

## リリース日一覧
| 地域 | リリース日    | レーベル          | 規格                        | カタログ番号 |
| ---- | ------------- | ----------------- | --------------------------- | ------------ |
| 日本 | 2015年3月17日 | T-Palette Records | CD1枚＋DVD1枚（初回限定盤） | TPRC-0130    |
| 日本 | 2015年3月17日 | T-Palette Records | CD（通常盤）                | TPRC-0129    |
| 日本 | 2015年3月17日 | T-Palette Records | デジタル・ダウンロード      | -            |

## ツアー
サードアルバム（仮）を引っさげたツアー、アップアップガールズ（仮）全国47都道府県ツアー2015 RUN!アプガRUN! ダッシュが2015年3月26日に行われた新宿Reny公演より約1年間行われた。ツアーのタイトルはアップアップガールズ（仮）が過去に発売したドキュメント・フォトブック『RUN! アプガ RUN!（仮）』が元となっているもので「進化を遂げたアプガによる『RUN! アプガ RUN!（仮）』期からの本格的な物語の続編」とされている。同ツアーは、6月14日に長野で行われた公演で、下記の日比谷野外大音楽堂でのライブ前ラスト公演を迎えた。
7月5日には日比谷野外大音楽堂で「全国47都道府県ツアー2015 〜RUN!アプガ RUN!ダッシュ アプガの夏!野音の夏!〜」が開催された。日比谷野外大音楽堂のキャパシティは3000人以上であり、アップアップガールズ（仮）にとって自身最大のキャパシティでの単独ライブ開催となった。
ツアーは7月22日にセットリストを変更して再開された。また、アップアップガールズ（仮）はツアーにあわせ7月から9月14日まで各地で国勢調査2015公式応援団として国勢調査PR活動を行い、9月10日には高市早苗総務大臣にPR活動の報告を行った。
8月18日には、初日の新宿ReNY公演の内容をDVD化した作品『アップアップガールズ（仮）全国47都道府県ツアー2015〜RUN!アプガ RUN!ダッシュ〜』がリリースされた。チャート成績はオリコンデイリーDVD音楽ランキングで1位、オリコン週間DVD総合ランキングで8位などとなった。同DVDには楽曲「アッパーレー」のミュージック・カードが付属しているが、2016年2月11日現在「アッパーレー」の音源入手は不可能となっている。「アッパーレー」はその後、2016年4月5日に発売されたシングル「パーリーピーポーエイリアン/セブン☆ピース」の通常盤にボーナストラックとして収録された。
2015年11月15日には、ツアーの2015年分の公演が終了し、12月23日には、7月5日に日比谷野外大音楽堂で行われたライブを映像化したBlu-ray Disc『アップアップガールズ（仮）全国47都道府県ツアー 2015 RUN!アプガRUN!ダッシュ アプガの夏!野音の夏!』が発売された。
翌2016年1月16日にツアーが再開され、3月13日に沖縄県の桜坂セントラルで行われた沖縄ファイナル決戦をもってツアーは千秋楽を迎え終了した。ツアーの公演数は合計80公演となった。
ツアーのセットリストはメンバー・ファンが飽きるのを防ぐために回替わり曲を導入し、メンバーがその部分のセットリストを決めている。また、昼・夜でメドレーの楽曲を変更する、「全国47都道府県ツアー2015 〜RUN!アプガ RUN!ダッシュ アプガの夏!野音の夏!〜」や『アップアップガールズ（仮）ライブハウスツアー2015ハイスパート RAVE FESTIVAL』の開催前後で衣装・セットリストを変更するという取り組みもあった。
8月18日発売のDVD収録曲
1. overture（仮）
2. 美女の野獣
3. 全力!Pump Up!!
4. キラキラミライ
5. バレバレI LOVE YOU
6. Beautiful Dreamer
7. 夕立ち!虹色レインボー
  - 「夕立ち!スルー・ザ・レインボー」と「虹色モザイク」のマッシュアップ[45]
8. アプガ EDM メドレー[46]
  - Burn the fire!!
  - SAMURAI GIRLS（★STAR GUiTAR Remix）
  - UPPER ROCK(ScreeeeeeaMix)
  - リスペクトーキョー（TANUKI Remix）
  - Starry Night（SEKITOVA & Shu Okuyama Remix）
  - Runway
  - イタダキを目指せ!
  - Shooting Star
  - ストレラ!〜Straight Up!〜（fu_mou Remix）
  - サバイバルガールズ
  - （仮）は返すぜ☆be your soul
  - ワイドルセブン（y0c1e Remix）
9. ジャンパー!
10. チョッパー☆チョッパー
11. お願い魅惑のターゲット
12. アッパーカット!
13. Up&Up!
14. Party! Party!

アプガの夏!野音の夏!のセットリスト
1. アップアップタイフーン
2. 全力!Pump Up!!
3. ENJOY!! ENJO(Y)!!
4. リスペクトーキョー
5. キラキラミライ
6. バレバレI LOVE YOU
7. メチャキュン♡サマー ( ´ ▽ ` )ノ
8. 虹色モザイク
9. End Of The Season
10. 夕立ち!スルー・ザ・レインボー
11. アッパーレー
12. ジャンパー!
13. チョッパー☆チョッパー
14. SAMURAI GIRLS(★STAR GUiTAR Remix)
15. UPPER ROCK(ScreeeeeeaMix)
16. Starry Night(SEKITOVA&Shu Okuyama Remix)
17. Runway
18. イタダキを目指せ!
19. 美女の野獣
20. サバイバルガールズ
21. （仮）は返すぜ☆be your soul
22. ワイドルセブン(y0c1e Remix)
23. アッパーカット!
24. サイリウム（アンコール）
25. サマービーム!（アンコール）

沖縄ファイナル決戦セットリスト
1. サマービーム!
2. 全力!Pump Up!!
3. パーリーピーポーエイリアン
4. Rainbow
5. アップアップタイフーン
6. アッパーカット!
7. バレバレI LOVE YOU
8. お願い魅惑のターゲット
9. ENJOY! ENJO(Y)!!
10. ノンストップリミックス
  - SAMURAI GIRLS Remix
  - Shout!!!!!!!
  - 青春の涙
  - UPPER ROCK Remix
  - リスペクトーキョー Remix
  - Starry Night Remix
  - Runway
  - ランランラン
  - イタダキを目指せ!
  - ワイドルセブン Remix
  - intermission
  - ジャンパー!
11. キラキラミライ
12. セブン☆ピース（アンコール）
13. このメロディを君と（アンコール）
14. アッパーレー（アンコール）